# Wanda Gawryłow-Jankowska
Wanda Gawryłow-Jankowska ps. Zbyszek, Karol, Pestka (ur. 31 maja 1907 w Sosnowcu, zm. 15 kwietnia 1994) – polska strażniczka więzienna i nauczycielka, członkini Związku Walki Zbrojnej i Armii Krajowej.

## Życiorys
Ukończyła studia polonistyczne na Uniwersytecie Warszawskim. Bezskutecznie próbowała podjąć pracę jako nauczycielka. Od 1931 roku pracowała jako wychowawca na oddziale dla nieletnich w więzieniu Serbia. Oficjalnie do Służby Więziennej wstąpiła w 1934 roku i podjęła pracę w dziale gospodarczym Pawiaka, przez krótki czas była także oddelegowana jako praktykantka do Aresztu Centralnego w Warszawie. 
W 1935 roku została przeniesiona do służby w dziale gospodarczym więzienia w Sieradzu. Po zaliczeniu kursu dla wyższych funkcjonariuszy SW została mianowana kierowniczką działu gospodarczego tego więzienia. Od 1936 roku pracowała w więzieniu w Fordonie, a w 1938 roku ponownie w Areszcie Centralnym. Podczas służby wzięła ślub ze Stanisławem Jankowskim, naczelnikiem więzienia na Pawiaku.
Podczas kampanii wrześniowej brała udział w ewakuacji Aresztu Centralnego, następnie zgłosiła się do służby w Straży Obywatelskiej. Została mianowana zastępcą komendanta więzienia na Pawiaku. Od 7 października 1939 roku pracowała na stanowisku kierownika biblioteki więziennej. 
W grudniu 1939 roku przystąpiła do Związku Walki Zbrojnej, przyjmując pseudonim „Zbyszek”. W konspiracji zajmowała się m.in. przenoszeniem grypsów. Wydarzeniem, które zmotywowało ją do dołączenia do konspiracji, była egzekucja Elżbiety Zahorskiej i Eugenii Włodarz. Z powodu konfliktu z władzami więzienia została w maju 1940 roku przeniesiona do Aresztu Centralnego, kilka miesięcy później została jednak przywrócona do służby na Pawiaku, gdzie została komendantką więzienia Serbia, kierowała także komórką konspiracji w całym więzieniu. Dzięki piastowanemu stanowisku doprowadziła do poprawienia sytuacji więźniów oraz usprawniła niesienie pomocy więźniom politycznym. Przenosiła także informacje oraz konsekrowane hostie, umożliwiając więźniom przyjęcie komunii. Z jej inicjatywy otwarto na Pawiaku celę szpitalną dla noworodków i ich matek, została matką chrzestną pierwszego z urodzonych tam dzieci. Utrzymywała również kontakt z Frontem Odrodzenia Polski.
Od marca do czerwca 1942 roku brała udział w zidentyfikowaniu i rozpracowaniu agenta Gestapo Józefa Hammera-Baczewskiego. W nocy 18 maja 1943 roku została aresztowana, poddano ją brutalnemu śledztwu w siedzibie Gestapo przy al. Szucha, następnie osadzono ją na Pawiaku. W momencie aresztowania była w ciąży, a w styczniu 1944 roku w utworzonej przez siebie celi szpitalnej urodziła syna Stanisława Marię. Z więzienia została zwolniona w lipcu 1944 roku.
Po II wojnie światowej musiała zrezygnować ze służby w Służbie Więziennej. Była wielokrotnie przesłuchiwana przez funkcjonariuszy Urzędu Bezpieczeństwa. W 1946 roku generał Tadeusz Komorowski mianował ją na stopień podporucznika.
W 1953 roku aresztowano jej męża, został zwolniony w 1956 roku. Do przejścia na emeryturę pracowała jako nauczycielka.
Zmarła po długiej chorobie 15 kwietnia 1994 roku, została pochowana na cmentarzu we Wronkach.
Została odznaczona Krzyżem Walecznych (1946) oraz Złotą Odznaką „W Służbie Penitencjarnej” (1991).